# Bernd Eichinger
Bernd Eichinger (Neuburg an der Donau, 11 aprile 1949 – Los Angeles, 24 gennaio 2011) è stato un produttore cinematografico, regista e sceneggiatore tedesco.

## Biografia
Negli anni settanta Eichinger frequentò la Hochschule für Fernsehen und Film (Università della televisione e del film) di Monaco di Baviera e, nel 1978, acquisì da Waldfried Barthel il venticinque percento della Constantin Film, casa di produzione fallita nel 1977 Divenne quindi il direttore esecutivo della Neue Constantin Film, casa che in qualche anno divenne una delle principali realtà del panorama cinematografico tedesco grazie soprattutto al successo del film Christiane F. - Noi, i ragazzi dello zoo di Berlino che, nel 1981, portò sul grande schermo la vicenda narrata nel romanzo omonimo che portò alla notorietà Christiane Vera Felscherinow, allora nota come Christiane F.
Eichinger lavorò al film con lo sceneggiatore Herman Weigel e col regista Roland Klick - che poi avrebbe lasciato il progetto perché contrario al coinvolgimento di attori in età adolescenziale, e fu sostituito da Uli Edel. La produzione ebbe diversi rallentamenti, sia per l'assegnazione dei ruoli, sia per la mancata autorizzazione da parte della città di Berlino alle riprese in alcuni dei luoghi del libro, sia per altri imprevisti
Il film ebbe un grande successo non solo in Germania, ma anche in diverse parti del mondo (in Francia incasso sei milioni di dollari) e lanciò la casa di produzione di Eichinger, che in seguito produsse, tra gli altri, La storia infinita (1984), Il nome della rosa (1986), Resident Evil (2002), La caduta - Gli ultimi giorni di Hitler (2004) e Profumo - Storia di un assassino (2006), talvolta lavorando anche come sceneggiatore. Complessivamente è stato accreditato in oltre un centinaio di film.
Eichinger ebbe fama di essere una persona tenace: per esempio impiegò una ventina d'anni per convincere lo scrittore Patrick Süskind a cedergli i diritti del suo romanzo Il profumo; il film avrebbe poi guadagnato circa centotrentacinque milioni di dollari. Degno di nota anche l'aver prodotto film sui personaggi Marvel (I fantastici 4) molti anni prima del loro boom. Nel 1991 Eichinger fu tra i fondatori della Summit Entertainment, la casa di produzione di Los Angeles famosa per la saga di The Twilight Saga. Bernd Eichinger morì a Los Angeles per un attacco di cuore nel gennaio del 2011 a sessantuno anni.

## Vita privata
Eichinger fu sposato con la giornalista Katja Hoffmann e aveva una figlia nata da una precedente relazione, Nina Eichinger, attrice e presentatrice televisiva.